# Idiops harti
Idiops harti (лат.) — вид мигаломорфных пауков рода Idiops из семейства Idiopidae. Назван в честь коллектора типовой серии J.H. Hart.

## Распространение
Южная Америка (Тринидад и Тобаго).

## Описание
Пауки среднего размера, длина самки 18 мм (самцы неизвестны). Карапакс и ноги светло-коричневые, брюшко коричневое. Самка Idiops harti отличается от самки других видов этого рода тем, что имеет сперматеки с короткими протоками (такой же длины, как диаметр рептакулы) и хорошо выраженным разделением между ними, так как рептакулы имеют форму фасоли и наличием только внутреннего ряда крупных зубцов на хелицерах. Тазики ног без шипов. Хелицеры с продольным рядом крупных зубцов и ретролатеральным рядом меньших зубцов, ретролатеральные зубцы занимают базальную треть хелицер. Ноги с тремя коготками на лапках. Брюшко овальной формы. Передние боковые глаза (ALE) расположены рядом с кромкой клипеального края.